# Berovo
Berovo (în macedoneană Берово) este un oraș din Republica Macedonia.